# Martín Alfonso de la Tovilla
Martín Alfonso de la Tovilla (Alcaraz, ? - Santiago de Guatemala, 18 de octubre de 1654), militar y político español.

## Reseña biográfica
Natural de la ciudad castellana de Alcaraz de la Mancha, había servido como soldado en los Países Bajos.
Tovilla fue nombrado alcalde mayor de Golfo Dulce y Verapaz por Felipe IV en diciembre de 1629, en época de la conquista del Petén. Tovilla salió de España con la famosa flotilla de Honduras a inicios de 1630, y pasando por Puerto Rico, Santo Domingo y Jamaica, llegó a Trujillo el 14 de octubre de 1630. Arribó al puerto pequeño de 150 vecinos que habitaban principalmente en viviendas con techos de palma de manaca. Los habitantes de Trujillo eran principalmente de las provincias españolas de Vizcaya y Andalucía. Al principio Tovilla tenía alguna aprensión porque supo que los Jicaques locales, que también eran llamados ‘Caribdis’, tenían la reputación de comer carne humana. Durante su estadía de cincuenta días, Tovilla supo que el gobernador de Trujillo, capitán Francisco de Vía Montán y Santander, había preparado la defensa del pueblo con un cerco y un morro fortificado (fortaleza de Santa Bárbara) con 16 piezas de artillería.
En 1631, el presidente de la Audiencia de Guatemala, Don Diego de Acuña, encargó al Capitán Don Martín Alfonso de la Tovilla fundar un pueblo en el corazón de la zona chol, con el fin de acabar con los ataques de los itzaes.
Ha parecido conveniente y necesario poner por ahora en la provincia del Manché en la parte
más cómoda un pueblo de veinte españoles […] para que sean freno a la facilidad de los indios reducidos del Manché y su defensa de los contrarios, indios gentiles de los partidos de Ajiça, Yol y lacandones, que continuamente infestan a los dichos indios Manchés.
Con la fundación de la ciudad de Toro de Acuña, cerca de San Miguel del Manché, los asaltos itzaes en zona chol se hicieron más numerosos, pero los choles no buscaron refugio ante los españoles, sino que huyeron a la selva.
En 1635, un asalto itzá destruyó Toro de Acuña quedando todo el Manché sin defensa. Con que entrando luego por él los rebeldes, lo quemaron y se llevaron cuanto pudieron hallar, y así se perdió y arruinó todo lo que los religiosos en setenta años habían trabajado.
La cuestión de pacificación y cristianización del área del Manché, Lacandón y el Petén fue muy molesto para las autoridades de Guatemala durante el siglo XVII.
Los sacrificios también los hacían los itzaes con sus enemigos indígenas, realizando entradas para capturar víctimas, entre los que estaban los choles, lacandones, petenactes e incluso indios cristianos. Los itzaes hacían entradas en el mes de Yaxkin (mes de secas) al área chol para buscar víctimas para sacrificar.
Puede ser de alguna significación que 20 años más tarde, mucho después que el alcalde Tovilla saliera de Trujillo hacia el Golfo Dulce, por su nombramiento en ese lugar, algunos isleños procedentes de Utila fueron trasladados a tierra firme y ubicados cerca de Jocolo, un pueblo localizado aguas arriba del Río Dulce, en la actual Guatemala.
Fue designado alcalde mayor de Zapotitlán antes de la terminación de su mandato en Verapaz y fue alcalde ordinario de Antigua Guatemala en 1644.